# Еліас Бреескін
Еліас Бреескін (англ. Elias Breeskin; нар. 1896 — пом. 9 травня 1969) — скрипаль, композитор, диригент.
Народився у 1896 році під Катеринославом у невеликому селі Катеринославської губернії, яке з часом влилося у Дніпропетровськ.
Як скрипаль визнаний одним із найбільших вундеркіндів. Покинув Російську імперію через єврейські погроми. Переїхав в Америку і оселився у Вашингтоні. З 1937 року жив у Голлівуді на одній вулиці з Бобом Гоупом. У 1940-х роках переїхав у Мексику.
Помер 9 травня 1969 у Мехіко від пневмонії у віці 73 років.

## Перші роки
Ілля був наймолодшим з трьох братів. Його старші брати-близнюки були на десять років старші за нього і були визнані потенційними класичними музикантами. Розповідають, що Борис і Даніель, у віці 19 років, вирушили на Кавказькі гори, щоб зіграти на скрипці. Борис біг назовні на холодному повітрі без шинелі, спіймав пневмонію і помер. Ілля був глибоко вражений від смерті брата. Ольга, мати Еліаса, зрозуміла, що у нього є музичний талант, і нахилила свою сильну волю на те, щоб забезпечити йому кращу музичну освіту, яку можна було б отримати в Росії в той час.
Посилання Еліаса на його матір завжди були цікаві. Він посилався на неї з сумішшю емоцій, серед яких була сильна любов, страх, захоплення і диво, всі присутні в його обличчі. Батько Еліаса був тихим, дорогим чоловіком, який навчився належним чином не перетинати свою нестримну дружину, яка була вагою приблизно 200 фунтів, і досить м'язова.

## Перші успіхи
У 1903 році, невдовзі після сьомого дня народження Іллі, його мати передала професійному скрипалю в місцевій консерваторії в Кракові, Польща, на уроки. У віці 8 років він грав у великому концерті Баха і був сенсацією. Протягом наступних двох років він гастролював по Україні та західній Росії, де його також викладав Леопольд Ауер, особистий музикант царя. Молодий Еліас зустрічався з величезними відгуками на свою скрипку. Він був сприйнятий як один з найбільших вундеркіндів, коли-небудь.
Сім'я залишила Росію через єврейську розправу. Вони приїхали до Америки і оселилися у Вашингтоні, округ Колумбія, де вже були встановлені родичі. Перед тим, як залишити Росію, Еліас в 1906 році з величезним успіхом зіграв для імператора Австро-Угорщини Франца Йосифа. Сімейні знання мають, що імператор дав йому величезне кільце, з трьома рубінами, прямо з пальця.

## У Сполучених Штатах
Коли сім'я приїхала до Америки, Ольга шукала фінансування для музичної кар'єри сина. Вона притулилася перед Білим домом і попросила побачити Едіт Рузвельт. Охоронці проігнорували її. Вона поверталася на передні ворота день за днем, поки пані Рузвельт не попросила додати інформацію про «бабушку». Ольга розповіла першій леді про Еліаса і запитала, чи може вона та її друзі спонсорувати його музичну освіту. Вислухавши його п'єсу, пані Рузвельт погодилася на це і зібрала групу людей, включаючи пана Френка Дамроша, який спонсорував навчання Еліаса в музичній школі Джульярд, тоді називався Інститутом музичного мистецтва.
На початку століття найкращим інструктором зі скрипки в Америці був Франц Кнайзель. Маестро Кнейзель взяв Еліаса як учня і мав величезний вплив на його подальшу кар'єру. Після дев'яти років в Juilliard, Еліас виграв приз Loeb в 1915 р Частина цього призу був концерт в Карнегі — хол, який був дуже добре прийнятий; Рецензенти у газетах наступного дня відзначали теплоту і чистоту свого тону, його технічні здібності, щирість і витонченість його гри.
Багатий покровитель Едуард Шафер, член Нью-Йоркської фондової біржі, подарував Еліасу Ружмон Страдіварі з подарунком « турецький лук». Шафер спочатку придбав скрипку від компанії Rudolph Wurlitzer, 113 West Fortieth Street, за $ 16 000 разом з бантом за 850 доларів. [2] Еліас і скрипка були нерозлучні в протягом наступних десяти років. Коли фондовий ринок розбився в 1929 році, Еліас повернув скрипку своєму благодійнику, щоб допомогти йому сплатити борги.
У 1917 році Еліас став членом нью-йоркської симфонії під керівництвом Вальтера Дамроша. До інших оркестрів належали майбутні суперзірки Міша Ельман, Пабло Казалс і Джозеф Хоффман. Еліас отримав хороші відгуки за його виступ на Еолійський Холі в лютому 1918 року [3] Еліас виграв місце, як Енріко Карузо акомпаніатора "s для свого турне в 1918 році В тому ж році він зробив записи для Brunswick Records, перший з яких з'явився на рідкісний вертикально вирізаний питання в Канаді. [4] Він повернувся в Карнегі-Холл знову в квітні 1919 року і був відзначений за його енергійний стиль.[5]

## Перші проблеми зі здоров'ям
У 1919 році Еліас зустрівся з Адільном Доме, дочкою одного з найбагатших чоловіків країни, власника Dohme Chemical Company, який став Sharp і Dohme Pharmaceuticals, а в 1953 році Merck Sharp & Dohme. Сім'я Аделана дуже сильно виступала проти їхнього шлюбу, який відбувся у червні 1920 року. Разом вони виховували трьох дочок, Жана Дороті і Глорії.
Приблизно в цей шлюб Ілля став патологічно залежним від азартних ігор. Ця хвороба повинна була переслідувати його жахливими наслідками як для нього, так і для його родини до кінця життя.

## Як диригент
Еліас і Адільн прижилися, і він став концертмейстером Оркестру Капітолію в Нью-Йорку. У 1925 році він став диригентом симфонічного оркестру Міннеаполіса. Через карткові борги, він був змушений покинути Міннеаполіс, і в кінцевому підсумку відновивши Піттсбург симфонічний оркестр в 1927 році [6] Після того, як два роки, Еліас продовжував працювати до величезних гральних боргів, і батько Adelyn був успішним в отриманні його дочки погодитися щоб припинити шлюб, фактично закінчивши кар'єру Еліаса в Піттсбурзі. Аделін пізніше стане директором Балтіморського музею мистецтв. [7]

## Як композитор
Коли Еліас повернувся в немилість до Нью-Йорка, він написав « Космополіс», описовий фрагмент, який дещо нагадує « Фонтани Риму» Отторіно Респігі. У цей час Еліас опинився в реанімаційному відділенні лікарні, зазнавши розриву апендикса. Перитонітприїхав, і не очікувалося, що він житиме. Після значного медичного втручання його життя було врятоване, і він повинен був бути виписаний з лікарні. Він попрощався з усіма, включаючи Анну, упорядкованого медсестри на палаті; Він запитав її у своєму типово драматичному способі: «Як я можу подякувати тобі за те, що ти повернув моє життя?» Анна подивилася йому прямо в очі і сказала: «Ти можеш вийти за мене заміж». У ніч перед шлюбом Джона він простягнув руку через стіл в барі на Бродвеї, розторошив волосся Джона і сказав: — Це теж добре, тому що ти був на цьому шляху три місяці. два сини, Джон перший і Євген (Джин) два роки по тому.

## Симфонічний оркестр Голівудської чаші
Еліас був аранжувальником і одним із виконавців шоу Едді Кантора; коли вона переїхала до Голлівуду, Анна, Джин і Джон переїхали туди з Еліасом. Вони прибули до Голлівуду в 1937 році і переїхали до чудового району, де Боб Хоуп жив по вулиці. За цей час було так багато музикантів, які не працювали, що Еліас сформував те, що згодом стало симфонічним оркестром Голлівудської чаші.і почав писати музику для фільмів. Саме в цей час він розкрадав весь фонд заробітної плати оркестру і виїхав до Мехіко, у бігу, тому що Мексика ще не мала договору про екстрадицію з США. Музиканти оркестру, знаючи, що Еліас зірвав їх, все ще готували йому сувій, що свідчить про його музичність, і за те, що вони зробили крок у кар'єрі. Ілля тримав цей сувій на стіні багато років.

## У Мексиці
У 1940-х роках він переїхав до Мексики і став ексклюзивним художником радіостанції XEB в Мехіко, найстарішим у країні, який склав номери для кіно Мексики, включаючи фільм Cantinflas Ні крові, ні піску. У нього там була дочка, яка стала відомою артисткою і самою скрипалею, Ольгою Бреескін.
У 1941 році Анна, Джин і Джон Брейскін приєдналися до Еліаса в Мехіко, де він став музичним директором для XEW, найважливішої радіостанції в країні. Джон Бреескін описує одне Різдво, що сидить у коробці в головному залі оркестру в Мехіко біля президента Мексики, і спостерігаючи, як його батько Еліас виходить на сцену, піднімає свою естафету і віддасть невдачу для «Лускунчика» Чайковського. Джон Брейскін також описує життя в особняку з кількома слугами, включаючи шофера, садівника, охоронця, кухаря і двох молодих служниць. Еліас прийшов додому з роботи, зняв піджак і відкрив крихітну мавпу-капуцину, заправлену в пахву. Він повернувся з Меркадо додому з папугою з сильно пофарбованими пір'ями на його плечі; це було типово.

## У в'язниці
У травні 1945 року Еліас був заарештований і узятий у в'язницю як політичний в'язень через його боргові зобов'язання та за те, що він опинився на неправильній стороні політичного процесу; його відправили в " las Islas Marías " (еквівалент острова Диявола), де його співкамерником був Рамон Меркадер, вбивця Лева Троцького. Він пробув там майже рік.
За цей час його шлюб закінчився. Після того, як Еліас вийшов з в'язниці, він одружився зі своєю третьою дружиною Леною Торрес, з якою у нього народилися дочка Ольга і син Еліас Юніор, а також видатний скрипаль. У той час у в'язниці, перш ніж він був помилуваний президентом Мексики, Еліас написав La ciudad de los muertos, спираючись на свій досвід у в'язниці. Це було дуже сприятливо, коли він виступав у Палаці де лас Беллас Артес в Мехіко.

## Його смерть
Еліас, який ніколи не намагався поглянути на нього, коли він переходив вулицю, потрапив в машину і зламав стегно. Стегно було замінено, але він знову розбив його. Він помер уві сні від пневмонії в п'ятницю 9 травня 1969 року, у віці 73 років.